# Tom Hiddleston
Thomas William Hiddleston (Westminster, 9 februari 1981) is een Brits film- televisie- en theateracteur. Hij studeerde aan de Royal Academy of Dramatic Art (RADA), en verkreeg bekendheid via een reeks televisierollen en meer recent filmrollen zoals Loki in het Marvel Cinematic Universe en Captain Nicholls in War Horse.

## Biografie
Hiddleston werd geboren in Westminster, Londen, als zoon van Diana Patricia Servaes (een voormalig toneelmanager en arts administrator) en James Norman Hiddleston (een natuurkundige). Zijn vader was van Schotse afkomst en zijn moeder kwam uit Suffolk. Hij heeft een zus genaamd Emma, die eveneens actrice is. Tom is via zijn moeder verwant aan de Duitse actrices Dagny Servaes en Evi Servaes en de acteur Arnim Servaes.
Hiddleston studeerde aan The Dragon School in Oxford en het Eton College, alvorens naar het Pembroke College van de Cambridge University te gaan. Daar nam hij deel aan toneeloptredens en acteerde samen met Eddie Redmayne en Rebecca Hall. Hij trad onder andere op in het toneelstuk A Streetcar Named Desire. Dit leverde hem zijn eerste televisierol op in Stephen Whittakers bewerking van Nicholas Nickleby voor ITV. Terwijl hij nog op de universiteit zat, speelde Hiddleston reeds mee in de film Conspiracy.
In 2005 studeerde hij af aan de Royal Academy of Dramatic Art. Na zijn afstuderen kreeg hij een rol in Joanna Hoggs film Unrelated, opgenomen op locatie in Toscane, Italië. Zijn rol in Cheek by Jowls productie The Changeling leverde hem in 2007 een nominatie voor een Ian Charleson Award op, en voor zijn rol in Cymbeline won hij in 2008 de Laurence Olivier Award voor beste nieuwkomer.
Hiddlestons doorbraak bij het grote publiek kwam met de rol van Loki in de Marvel Studios-film Thor. Hij werd door Kenneth Branagh uitgenodigd om auditie te doen na eerder met Branagh te hebben samengewerkt aan Ivanov en Wallander. Hij auditeerde oorspronkelijk voor de hoofdrol Thor, maar die rol ging naar Chris Hemsworth. Uiteindelijk kreeg hij de rol van Loki.
In 2011 speelde Hiddelston de Amerikaanse schrijver F. Scott Fitzgerald in Midnight in Paris. Datzelfde jaar was hij te zien in War Horse. De film kreeg zes Academy Award-nominaties. In 2012 was Hiddleston te zien in de Britse dramafilm The Deep Blue Sea. Datzelfde jaar vertolkte hij opnieuw de rol van Loki in de film The Avengers.
Hiddleston heeft tevens het luisterboek The Red Necklace van Sally Gardner opgenomen, en gedichten voorgedragen voor iF Poems op iTunes.
Hiddleston werd in 2016 getipt als de mogelijke opvolger van Daniel Craig als James Bond, nadat hij gespot werd samen met Sam Mendes.

## Filmografie

### Films & (mini)series
| Jaar      | Titel                                                        | Rol                          | Opmerkingen                                                                        |
| --------- | ------------------------------------------------------------ | ---------------------------- | ---------------------------------------------------------------------------------- |
| 2001      | The Life and Adventures of Nicholas Nickleby                 | Lord                         | Televisiefilm                                                                      |
| 2001      | Conspiracy                                                   | Phone Operator               | Televisiefilm                                                                      |
| 2001      | Armadillo                                                    | Toby Sherrifmuir             | Televisieserie                                                                     |
| 2002      | The Gathering Storm                                          | Randolph Churchill           | Televisiefilm                                                                      |
| 2005      | A Waste of Shame: The Mystery of Shakespeare and His Sonnets | John Hall                    | Televisiefilm                                                                      |
| 2006      | Victoria Cross Heroes                                        | Capt. 'Jack' Randle          | Televisieserie                                                                     |
| 2006      | Suburban Shootout                                            | Bill Hazeldine               | Televisieserie (10 afleveringen)                                                   |
| 2006      | Unrelated                                                    | Oakley                       |                                                                                    |
| 2006      | Galápagos                                                    | Charles Darwin (stem)        | Tv-documentaire                                                                    |
| 2007      | Casualty                                                     | Chris Vaughn                 | Televisieserie (1 aflevering: "The Killing Floor")                                 |
| 2008      | Miss Austen Regrets                                          | Mr. John Plumptre            | Televisiefilm                                                                      |
| 2008      | Wallander                                                    | Magnus Martinsson            | Televisieserie (6 afleveringen)                                                    |
| 2009      | Return to Cranford                                           | William Buxton               | Televisieserie (2 afleveringen)                                                    |
| 2009      | Darwin's Secret Notebooks                                    | Charles Darwin (stem)        | Documentaire                                                                       |
| 2010      | Archipelago                                                  | Edward                       |                                                                                    |
| 2011      | Thor                                                         | Loki                         | Won hiervoor de Jameson Empire Award voor beste mannelijke nieuwkomer              |
| 2011      | Midnight in Paris                                            | F. Scott Fitzgerald          |                                                                                    |
| 2011      | War Horse                                                    | Captain Nicholls             | Won bij de Richard Attenborough Regional Film Critics' Awards de Rising Star Award |
| 2011      | Friend Request Pending                                       | Tom                          | Korte film                                                                         |
| 2012      | The Deep Blue Sea                                            | Freddie Page                 |                                                                                    |
| 2012      | The Avengers                                                 | Loki                         |                                                                                    |
| 2013      | Thor: The Dark World                                         | Loki                         |                                                                                    |
| 2013      | Only Lovers Left Alive                                       | Adam                         |                                                                                    |
| 2014      | The Pirate Fairy                                             | James (stem)                 | Animatiefilm                                                                       |
| 2014      | Muppets Most Wanted                                          | Great Escapo                 |                                                                                    |
| 2015      | I Saw the Light                                              | Hank Williams sr.            |                                                                                    |
| 2015      | High-Rise                                                    | Dr. Robert Laing             |                                                                                    |
| 2015      | Crimson Peak                                                 | Thomas Sharpe                |                                                                                    |
| 2016      | The Night Manager                                            | Jonathan Pine / Andrew Birch | 6-delige minieserie                                                                |
| 2017      | Kong: Skull Island                                           | Captain James Conrad         |                                                                                    |
| 2017      | Thor: Ragnarok                                               | Loki                         |                                                                                    |
| 2017      | Early man                                                    | Lord nooth (voice)           |                                                                                    |
| 2018      | Avengers: Infinity War                                       | Loki                         |                                                                                    |
| 2019      | Avengers: Endgame                                            | Loki                         |                                                                                    |
| 2021-2023 | Loki                                                         | Loki                         | Televisieserie (12 afleveringen)                                                   |
| 2021-2024 | What If...?                                                  | Loki (stem)                  | Televisieserie (5 afleveringen)                                                    |
| 2022      | The Essex Serpent                                            | Will Ransome                 | Televisieserie                                                                     |
| 2023      | Ant-Man and the Wasp: Quantumania                            | Loki                         | Post-credit scene                                                                  |
| 2024      | The Life of Chuck                                            | Charles "Chuck" Krantz       |                                                                                    |

### Theater
| Jaar | Titel                     | Rol                         | Venue                                         | Opmerkingen |
| ---- | ------------------------- | --------------------------- | --------------------------------------------- | --- |
| 2005 | Yorgjin Oxo: The Man      | Yorgjin Oxo                 | Theatre503                                    | |
| 2006 | The Changeling            | Alsemero                    | Cheek by Jowl/ Barbican Centre/ European Tour | |
| 2007 | Cymbeline                 | Posthumus Leonatus & Cloten | Cheek by Jowl/ Barbican Centre/ World Tour    | Won in 2008 de Laurence Olivier Award voor beste nieuwkomer                                                                             |
| 2008 | Othello                   | Cassio                      | Donmar Warehouse                              | Won - 2007 derde prijs Ian Charleson Awards Won - 2009 Whatsonstage.com Theatregoers' Choice Award voor Best Supporting Actor in a Play |
| 2008 | Ivanov                    | Lvov                        | Donmar Warehouse                              | Won - 2009 Whatsonstage.com Theatregoers' Choice Award voor Best Supporting Actor in a Play                                             |
| 2010 | The Children's Monologues | Prudence                    | Old Vic Theatre                               | |
| 2012 | The Kingdom of Earth      |                             | Criterion Theatre                             | Kort verhaal van Tennessee Williams |
| 2014 | Coriolanus                | Coriolanus                  | Donmar Warehouse                              | |
| 2018 | Betrayal                  | Robert                      | The Harold Pinter Theatre                     | |

### Radio
| Titel                             | Rol             | Regisseur        | Opmerkingen       |
| --------------------------------- | --------------- | ---------------- | ----------------- |
| Words and Music                   | Various         | Zahid Warley     | BBC Radio 3       |
| Othello                           | Cassio          | Michael Grandage | BBC Radio 3       |
| The Leopard                       | Tancredi        | Lucy Bailey      | BBC Radio 3       |
| Cyrano de Bergerac                | Christian       | David Timson     | BBC Radio 3       |
| Dracula                           | Jonathan Harker | Marion Nancarrow | BBC World Service |
| Caesar III: An Empire Without End | Romulus         | Jeremy Mortimer  | BBC Radio 4       |
| Another Country                   | Tommy Judd      | Marc Beeby       | BBC Radio 4       |
| The Angry Brigade                 | John Barker     | Peter Kavanagh   | BBC Radio 4       |

### Videospellen
| Jaar | Titel                | Rol  | Opmerkingen |
| ---- | -------------------- | ---- | ----------- |
| 2011 | Thor: God of Thunder | Loki | Stem        |